# 에버랜드로
에버랜드로(Everland-ro)는 경기도 용인시 처인구 포곡읍 둔전리에서 마성리까지 연결하는 용인시도로, 총 연장은 6.66km(6,662m)이다.
에버랜드의 정문주차장으로 가기 위한 길이며, 캐리비안 베이를 휘감으면서 마성로와 만난다.

## 개요
에버랜드로는 용인시도 제31호선 및 지방도 제321호선의 일부로 지정된 상태이다. 도로의 명칭이 유래된 것은 에버랜드가 위치한 길임을 반영하여 2010년 03월 12일 고시 및 효력이 발생 되었다. 
에버랜드로는 성산로와 원형로터리에서 만나게 되며 에버랜드역(에버라인)역이 인근에 있다.

### 가지번호길
에버랜드로의 가지번호길은 에버랜드로456번길, 에버랜드로376번길(정문주차장 방면으로 갈 수 있는 길), 에버랜드562번길(삼성인력개발원 창조관, 호암미술관)이 있다. 

## 역사
- 2010년 3월 12일 : 도로명으로 에버랜드로를 고시

## 주요 경유지
- 용인시 (처인구) : 포곡읍 (둔전리 - 전대리 - 유운리 - 가실리 - 마성리)

## 접촉하는 도로
- 포곡로 (전대삼거리)
- 포곡로61번길 (삼계교밑 사거리)
- 전대로 (포곡중학교 사거리 부근, 이곳에는 석성로와 간접 교차 가능)
- 곡현로
- 성산로
- 마성로
- 교차 불가 : 백옥대로

## 주요 건물 및 시설
- 데이지꽃화원 (에버랜드로 26/둔전리 352)
- 산수조경 (에버랜드로 30/둔전리 353-1)
- 한성보습학원 (에버랜드로 57/전대리 110-5)
- 호연빌리지 상가동 (에버랜드로 76/전대리 102-1)
- 항공대군인아파트 (에버랜드로 122/전대리 205)
- 군선교연합교회 (에버랜드로 122-1/전대리 219)
- 전대·에버랜드역 (에버랜드로 143/전대리 192-38)
- HD현대오일뱅크 에버랜드주유소 (에버랜드로 184/전대리 321)
- 에버랜드 (에버랜드로 199/전대리 310)

## 같이 보기
- 에버랜드
- 캐리비안 베이
- 호암미술관
- 전대에버랜드역